# Matthieu de Larroque
Pour les articles homonymes, voir Larroque.
Matthieu de Larroque est un théologien protestant français, né à Leyrac en 1619, mort à Rouen en 1684. 

## Biographie
D’abord pasteur de l'église de Pujols, puis de celle de Vitré, il publie, pendant les vingt-sept années qu’il habite cette dernière ville, des ouvrages qui lui acquirent une réputation. L’église de Charenton le choisit pour pasteur en 1669, mais le gouvernement met obstacle à son installation, et il va, peu après, exercer les fonctions évangéliques à Rouen, où il se fixe. 
C'est le père de l'écrivain Daniel de Larroque.

## Œuvres
Nous citerons, parmi ses écrits : 
- Sermons (Saumur, 1654-1655 ; 2 vol. in-8°) ;
- Response aux motifs de la conversion de Daniel Martin, ministre du Béarn (1665) ;
- Histoire de l'Eucharistie (Amsterdam, 1609, in-4°), son ouvrage le plus estimé;
- Considérations sur la nature de l’Église et sur quelques-unes de ses propriétés (Quévilly, 1673, in-12);
- Conformité de la discipline ecclésiastique des protestants de France avec celle des anciens chrétiens (Quévilly, 1678, in-4°).

On a encore de Larroque deux ouvrages posthumes : Nouveau traité de la régale (Rotterdam, 1685) ; Adversariorum sacrorum libri III (1688, in-8°).

## Source
« Matthieu de Larroque », dans Pierre Larousse, Grand dictionnaire universel du XIXe siècle, Paris, Administration du grand dictionnaire universel, 15 vol., 1863-1890 [détail des éditions].